# Pierce Manning Butler Young
Pierce Manning Butler Young (15 novembre 1836 - 6 juillet 1896) est un major général de l'armée des États confédérés pendant la guerre de Sécession, et après la guerre, un homme politique, diplomate, et membre du Congrès des États-Unis de Géorgie pendant quatre mandats.

## Avant la guerre
Young naît à Spartanburg, Caroline du Sud. Son père, le Dr R. M. Young, est un fils du capitaine William Young, un soldat de la révolution américaine sous les ordres de George Washington. Quand Pierce est un petit garçon, son père déménage dans le comté de Bartow, Géorgie, et engage des tuteurs privés pour ses enfants. À l'âge de treize ans, Young entre à l'institut militaire de Géorgie à Marietta, et est diplômé en 1856. Par la suite, il étudie brièvement le droit. En 1857, il est nommé à l'académie militaire de West Point, mais démissionne deux mois seulement avant l'obtention du diplôme, en raison de la sécession de la Géorgie.

## Guerre de Sécession
De retour chez lui au début de 1861, il est nommé second lieutenant dans le 1st Georgia Infantry (en), mais il refuse la commission pour le même grade dans l'artillerie. En juillet, il est promu premier lieutenant et est affecté à l'état-major du général Braxton Bragg à Pensacola, en Floride. Il est, dans le même temps, aide de camp du général. W. H. T. Walker. En juillet, Young est nommé adjudant de la légion de Géorgie, mieux connu sous le nom Cobb's Legion (en), et il est promu commandant en septembre et lieutenant colonel en novembre, commandant une partie de la cavalerie de la légion.
La cavalerie de Young est affectée à brigade de Wade Hampton au sein de la division de cavalerie de J. E. B. Stuart dans l'armée de Virginie du Nord, en 1862. Il se distingue pour « acte de bravoure remarquable », ainsi que Stuart le déclare, lors de la campagne du Maryland. Promu colonel, il rend un service brillant lors de la bataille de Brandy Station et participe aux opérations de cavalerie de la campagne de Gettysburg. Au début d'août, il est blessé lors d'un autre combat près de Brandy Station. En octobre, il est promu brigadier général et reçoit le commandement de la vieille brigade de Hampton, composée des 1st et 2d South Carolina Cavalry Regiments, la légion de Cobb, la légion de Jeff Davis et la légion de Phillips (en). Il est engagé activement lors des campagnes de Bristoe et Mine Run, où le 12 octobre 1863, par d'habiles manœuvres, il force la division ennemie à retraverser la rivière Rappahannock. Stuart admiratif déclare que « la défaite d'une expédition qui pourrait avoir donné des résultats si embarrassants autorise les officiers l'ayant réalisée à se voir attribuer une compétence distinguée et le généralat ».
En 1864,Young joue un rôle de premier plan dans la campagne de l'Overland en Virginie, et quand Hampton assume le commandement de la cavalerie après la mort de Stuart à Yellow Tavern, il prend temporairement la place de Hampton en tant que commandant de division. En novembre, Young est envoyé à Augusta pour rassembler les renforts et aider à la défense de la ville, menacée par William T. Sherman. Promu major général en décembre, il est activement engagé dans la défense de la Savannah et dans la campagne des Carolines de 1865 sous les ordres du général Hampton jusqu'à la fin de la guerre.

## Après la guerre
Après la guerre, il retourne en Géorgie, et devient planteur. Il est élu à la Chambre des représentants pendant quatre mandats (1868-1875), sert comme consul-général à Saint-Pétersbourg, en Russie (1885-87) et est ambassadeur au Guatemala et au Honduras (1893-1896). Young meurt le 6 juillet 1896, à New York.